# Histoire du Bhoutan

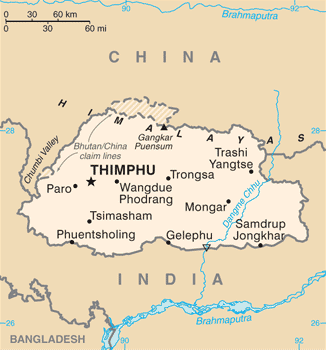
Bhoutan, frontières de 2015

L'histoire du Bhoutan est mal connue, du fait d'une unification très tardive (XVIIe siècle) et de la destruction d'archives par un incendie dans l'ancienne capitale en 1827. 
Des traces archéologiques démontrent une occupation humaine vers 2000 av. J.-C., mais ne permettent pas de conclure à l'existence d'une civilisation préhistorique aussi haut dans le temps. Entre 500 et 600 av. J.-C., l'ethnie Monpa, qui pratique alors la tradition animiste du Bön, s'installe dans ce qui deviendra le Bhoutan. 
Le bouddhisme y prend racine au VIIIe siècle de notre ère avec le maître indien Padmasambhava.
Au XIe siècle, des forces militaires tibéto-mongoles s'emparent du territoire. Jusqu'au XVe siècle, des populations tibétaines y émigrent, des principautés féodales se créent, qui accueillent des représentants des principales écoles du bouddhisme tibétain. 
Au début du XVIIe siècle, le lama tibétain Ngawang Namgya soumet ces fiefs en créant un réseau de forteresses-monastères, les dzong, unifiant le pays qui s'étend alors plus largement dans la plaine que de nos jours. Le dzongkha, un dialecte tibétain, littéralement la langue (kha) parlée dans la forteresse (dzong), devient la langue administrative, même si les langues locales (tshangla notamment) subsistent.
Aux XVIIIe et XIXe siècles, les Bhoutanais sont à plusieurs reprises en guerre avec les Britanniques pour la possession de zones frontalières, lui donnant ses actuelles frontières du coté indien et son extension actuelle de 38 394 km2.
Une guerre civile entre deux gouverneurs (penlop) débouche sur la victoire d'Ugyen Wangchuck qui, soutenu par les Britanniques, instaure en 1907 la dynastie royale des Wangchuk. En 1910, le pays est placé sous protectorat britannique, les Britanniques s'occupant des relations internationales mais s’abstenant de s’immiscer dans les affaires intérieures. En 1947, l'Inde nouvellement indépendante reprend ce rôle.
Fin 1952, Jigme Dorji Wangchuck monte sur le trône et lance une modernisation radicale. La monarchie absolue devient constitutionelle avec la création d'une assemblée nationale et l'élaboration d'un code de lois ; le servage et l'esclavage sont abolis, une réforme agraire réalisée. Le premier conseil des ministres est formé en 1968. En 1971, le pays est reconnu comme État souverain et devient membre de l'ONU.
Avec le couronnement du IVe roi, Jigme Singye Wangchuck, en 1974, le royaume s'ouvre davantage sur le monde. Son règne voit l'imposition de la culture bhoutanaise à l'ensemble du pays. En 1985, une loi prive de leur citoyenneté les Lhotshampa, population d'origine népalaise vivant dans les plaines du Sud depuis le XIXe siècle. Leur langue est interdite, ils doivent porter la tenue vestimentaire drukpa. Quelque 100 000 d'entre eux se réfugient au Népal et en Inde. Les réfugiés tibétains, pour leur part, sont sommés de prendre la nationalité bhoutanaise en 1979. La période voit en outre une forte agitation communiste.
En 2005, Jigme Singye Wangchuck abdique en faveur de son fils aîné, Jigme Khesar Namgyel Wangchuck, sous lequel ont lieu les premières élections législatives en 2008.

## Préhistoire
Des fouilles archéologiques ont livré des outils, des armes et des mégalithes datant de 2 000 ans av. J.-C. mais ne permettent pas de conclure à l'existence d'une civilisation préhistorique aussi haut dans le temps.
Selon certains, le Bhoutan aurait été peuplé entre 500 et 600 av. J.-C. par l'ethnie Monpa, de langues tibéto-birmanes, pratiquant la tradition animiste du Bön.

## Arrivée du bouddhisme
Le souverain tibétain Songtsen Gampo (609/613-650) fonde l'Empire du Tibet (629-877), la ville de Lhassa, et donne au Tibet ses frontières modernes. Converti au bouddhisme, il fait construire des temples, développer l'enseignement bouddhiste, et l'écriture tibétaine.
En 747, le maître indien Padmasambhava, connu sous le nom de Guru Rimpoche (« précieux maître »), second fondateur du bouddhisme tibétain se rend au Bhoutan et y apporte le bouddhisme tantrique ou Vajrayana. 
Il fonde de nombreux temples et monastères, notamment le célèbre monastère de Taktshang, construit au sommet d'une falaise surplombant la vallée de Paro, et Kurjey Lhakhang (en) au Bumthang. 
Padmasambhava fonde l'école Nyingmapa du bouddhisme tibétain quelques années plus tard.

## Établissement de principautés féodales
Au XIe siècle, le Bhoutan est occupé par des forces militaires tibéto-mongoles.
Du XIe au XVe siècle, des populations tibétaines émigrent au Bhoutan. De petites principautés féodales se créent, qui accueillent des représentants des principales écoles du bouddhisme tibétain. Les kagyupas dominent à l'ouest, les nyingmapas à l'est.

## Émergence du Bhoutan en tant que pays
Au XVIIe siècle, le Bhoutan est unifié par le lama tibétain drugpa et chef guerrier le shabdrung Ngawang Namgyal (1594-1651). Fuyant des ennemis politiques au Tibet, il arrive au Bhoutan en 1616 et lance un programme de construction de forteresses, les dzongs.
Le Shabdrung institue un système de gouvernement double qui partage le contrôle du pays entre un chef spirituel (le Je Khempo) et un chef administratif (le Desi Druk). Ce système prospéra jusqu'à l'avènement de la monarchie en 1907.
En 1627, deux jésuites portugais Estevao Cacella et João Cabral traversent le Bhoutan (alors connu sous le nom de Potente) en route depuis Hugli (au Bengale) vers Shigatse au Tibet. Très bien reçus par le roi, ils restent près d'un an à Paro. Dans une lettre d'octobre 1627, Cacella fait une description du Bhoutan, de son peuple, sa religion et ses coutumes : c'est la première relation de ce petit pays himalayen à arriver en Europe.

### Traité de 1774 avec la Grande-Bretagne
Au début du XVIIIe siècle, les Bhoutanais envahissent le royaume de Cooch Behar au sud, et le placent sous souveraineté bhoutanaise. En 1772, les Cooch Beharis font appel à la Compagnie britannique des Indes orientales qui se joint à eux pour chasser les Bhoutanais et attaque le Bhoutan lui-même en 1774. 
Les Bhoutanais demandent l'intervention du 6e panchen-lama afin d'obtenir le retrait des Britanniques. 
Fin 1773, deux émissaires du panchen-lama, le Tibétain Padma et le gosain (moine errant) Purangir, apportent un message à Calcutta. 
Amical mais ferme, le panchen-lama y affirme que le Bhoutan étant un État vassal du Tibet, ce dernier s'estime attaqué. 
Il accompagne son message de riches présents. Warren Hastings en déduit que le Tibet est riche et qu'un commerce serait avantageux. 
Il ordonne le retrait des troupes indiennes et décide d'envoyer un émissaire britannique, George Bogle, qui accompagne Purangir pour aller discuter des relations anglo-tibétaines avec le panchen-lama. 
Un traité de paix est conclu, et le Bhoutan se retire dans ses frontières d'avant 1730.
La paix ne doit cependant pas durer, et les conflits frontaliers se poursuivent avec les Britanniques pendant le siècle suivant, notamment pendant la guerre des Duars (1864-1865) pour le contrôle des Duars bengales (plaines d'irrigation ou piémonts de l'Himalaya oriental formant le seuil du Bhoutan). 
Au traité de Sinchula (11 novembre 1865), le Bhoutan cède les Duars aux Britanniques, plus des territoires dans le Sud-Est du Bhoutan,.

### Guerre civile
Les années 1870 et 1880 sont marquées par une guerre civile entre les centres de pouvoir rivaux des vallées de Paro et de Trongsa. En 1885 Ugyen Wangchuck (1862-1926), le penlop (gouverneur) pro-anglais de Trongsa, gagne le contrôle du pays et met un terme à la guerre civile avec l'aide des Britanniques (le penlop de Paro était allié aux Tibétains).

## Établissement de la monarchie
Avec le soutien britannique, une monarchie héréditaire, la dynastie Wangchuck, est instaurée le 17 décembre 1907, dont le 1er monarque est Ugyen Wangchuck, ancien gouverneur du Bhoutan, qui avait servi d'intermédiaire entre les Britanniques et les Tibétains lors de l'expédition Younghusband de 1903-1904. La lignée des Shabdrung continue mais la 6e réincarnation, Jigme Dorje, devait rendre le dernier souffle en 1930, à l'âge de 26 ans, étouffé par des soldats royalistes. Les rois de cette dynastie portent le titre de Druk Gyalpo (« Roi-Dragon »)

### Protectorat britannique (1910-1949)
Le 8 janvier 1910, le pays est placé sous protectorat britannique par le traité de Punakha (en) : le pays abandonne à la Grande-Bretagne le contrôle de ses relations extérieures (avant de le laisser à l'Inde en 1949).
Durant son règne, qui s'achève en 1926, Ugyen Wangchuck améliore les transports et les communications, encourage le commerce, réduit les impôts. Il incite les chefs bouddhistes à renforcer l'éducation religieuse de la population.

### Règne de Jigme Wangchuck
Avec le second roi du pays, Jigme Wangchuck, s'ouvre en 1926 une ère de consolidation. Il centralise les pouvoirs et modernise l'État, créant un mécanisme moderne de perception des taxes ; il lance de grands chantiers de construction (écoles, dispensaires, routes), envoie des Bhoutanais étudier la médecine à l'étranger.
À la suite de l'accession de l'Inde à l'indépendance, le 15 août 1947, le Bhoutan passe de fait sous protectorat indien, établi formellement le 8 août 1949, l'Inde se chargeant de guider les relations extérieures du royaume.

### Règne de Jigme Dorji Wangchuck
Le troisième roi, Jigme Dorji Wangchuck, monte sur le trône en 1952. Considéré comme le père du Bhoutan moderne, il institue, en 1953, le Tshogdu, une assemblée nationale de 130 membres qui restreint les pouvoirs royaux. Il établit un code juridique en 12 volumes, une haute cour de justice, une armée et une police nationales. Il abolit le servage et l'esclavage en 1956 et opère une réforme agraire. En 1958, lors de sa visite à Paro, le premier ministre de l'Inde, Jawaharlal Nehru, souligne la reconnaissance par l'Inde de la souveraineté du Bhoutan et l'amorce d'une coopération entre les deux pays.
En 1959, le Bhoutan accorde l'asile à plusieurs milliers de réfugiés tibétains. Il adopte une politique d'ouverture sur le monde extérieur à partir de 1961. L'année 1962 voit la création d'un service postal et l'adhésion à l'Union postale universelle.
En 1964, le Premier ministre Jigme Palden Dorji, adepte du changement, est assassiné. Le premier conseil des ministres est formé en 1968. La même année voit la création d'une monnaie nationale, le ngultrum, et l'ouverture de la Banque nationale.
Le Bhoutan est reconnu comme pays souverain et devient membre de l'ONU le 21 septembre 1971 mais ses relations extérieures restent confiées à l'Inde.

### Règne de Jigme Singye Wangchuck
Jigme Singye Wangchuck, le 4e roi, accède au trône en 1972 à l'âge de 17 ans après la mort de son père. Son couronnement en juin 1974 est l'occasion de réunir un petit nombre de diplomates et d'invités du monde entier, marquant le début d'une interaction régulière avec les visiteurs extérieurs.
En juin 1992, le pays reconnaît la souveraineté de la Chine sur le Tibet et reprend l'année suivante des négociations frontalières[citation nécessaire][réf. incomplète]. En 2002, le Bhoutan et la Chine n'avaient toujours pas établi de relations diplomatiques.

#### Tensions entre le Bhoutan et le gouvernement tibétain en exil (1974-1979)
En 1974, 28 Tibétains, dont le représentant du dalaï-lama à Thimphou, sont arrêtés et accusés d'avoir conspiré pour assassiner le roi Jigme Singye Wangchuck. 
Les demandes de preuves émanant du gouvernement tibétain en exil se voient opposer un refus et le procès se tient à huis clos. 
Dharamsala proteste après les arrestations, déclarant que les 28 Tibétains sont innocents des accusations portées contre eux, et demandant un procès international. 
En 1979, le gouvernement du Bhoutan annonce que tout Tibétain présent dans le pays et qui ne prendra pas la nationalité bhoutanaise sera rapatrié au Tibet occupé par la Chine à moins que d'autres pays acceptent de les recevoir. En réponse, l'Inde offre l'asile à 1 500 d'entre eux parmi les 3 000 Tibétains ayant décidé de quitter le pays. Les 1 000 restants sont vraisemblablement, pour nombre d'entre eux, des immigrants déjà installés avant 1959.

#### Loi sur la citoyenneté de 1985
En 1985, la loi sur la citoyenneté prive arbitrairement de la nationalité bhoutanaise nombre de Lhotshampas, habitants d'origine népalaise vivant dans le Bhoutan méridional. Seuls ceux arrivés avant 1958 peuvent en bénéficier.

#### Mesures pour imposer la langue et la tenue nationales
Devant l'installation d'un régime démocratique au Népal (1990-1991), Jigme Singye Wangchuck interdit l'enseignement du nepali au profit du dzongkha (la langue tibétaine) et rend obligatoire, par édit, en 1989, le port du costume national (ko pour les hommes, kira pour les femmes), y compris pour les minorités hindoue et népalaise[citation nécessaire][réf. incomplète].
Selon Green Left Weekly, en réponse à la politique de « drukpanisation » du gouvernement visant à éradiquer la culture, la langue, la religion et les tenues vestimentaires non drukpa, au début des années 1990 des manifestations réclamant des droits pour les minorités sont réprimées et se soldent par de nombreuses victimes.

#### Exode des résidents népalais
Des violences (vols, agressions, viols et meurtres) visant des citoyens bhoutanais d'origine népalaise, répandent un climat de peur et d'insécurité qui déclenche, à partir de 1992, un exode des Lhotshampa vers l'Assam et le Bengale occidental en Inde,. Plus de 100 000 résidents de langue népalaise des districts du Sud du pays, forment une vaste communauté de réfugiés retenus depuis dans sept camps temporaires de réfugiés des Nations unies au Népal et au Sikkim. Cet exode provoque dans certains secteurs de l'administration une hémorragie de cadres[citation nécessaire][réf. incomplète]. On estime à 150 000 le nombre de Lhotshampa restés dans le pays.
Après plusieurs années de négociation entre le Népal et le Bhoutan, ce dernier accepte en 2000 le principe du retour d'une certaine classe de réfugiés. Toutefois aucun d'eux n'y a encore été autorisé. On signale en 2008 une agitation significative dans ces camps, surtout depuis que les Nations unies ont mis un terme à de nombreux programmes d'éducation et d'assistance dans le but de forcer le Bhoutan et le Népal à s'entendre sur la question.

#### Modernisation du pays
Sous le règne de Jigme Singye Wangchuck, le pays modernise son économie, acquiert un réseau routier, introduit les télécommunications et développe son réseau électrique. Le roi instaure la gratuité de l'enseignement et invente, à côté du classique produit national brut, le concept de bonheur national brut qu'il préconise pour son pays. En octobre 1989, la consommation d'alcool est interdite pour les moins de 18 ans. Longtemps un des rares pays où la télévision n'a pas droit de cité, le Bhoutan inaugure sa première chaîne de télévision nationale en 1999 : le Bhutan Broadcasting Service.

#### Menaces sur la stabilité

##### Séparatistes assamais
Plusieurs groupes de rebelles, dont le plus important est le Front uni de libération de l'Assam ou FULA, cherchaient à créer un État assamais indépendant au nord-est de l'Inde et avaient établi leurs bases dans les forêts du Sud du Bhoutan depuis lesquelles ils lançaient des attaques sur des cibles en Assam. Des négociations ayant pour but la suppression pacifique de ces bases ayant échoué au printemps 2003, l'armée royale du Bhoutan entama, le 15 décembre 2003, des opérations militaires contre les camps rebelles, en coordination avec les forces armées indiennes positionnées au sud de la frontière afin de prévenir la dispersion des rebelles en Assam. Sur les 30 camps ciblés, 13 étaient contrôlés par le FULA, 12 par le Front démocratique national de Bodoland (FDNB) et 5 par l'Organisation de libération du Kamtapur (OLK). À partir de janvier des rapports gouvernementaux indiquaient que les rebelles avaient été délogés.

##### Parti communiste bhoutanais (PCB)
Les camps de réfugiés de l'ONU semblent avoir été le terrain d'émergence du nouveau Parti communiste bhoutanais, le PCB, qui se fit connaître en 2003 en appelant au renversement de la monarchie et peut-être à une guerre du peuple, semblable à la proche guerre du peuple népalais. Une organisation apparentée, l'Union des étudiants révolutionnaires bhoutanais (en) (UERB), revendique en septembre 2001 l'assassinat en Inde de R. K. Budhathoki, le fondateur exilé du Parti du peuple bhoutanais (en), un groupe anti-monarchiste rival.

### Transition vers la monarchie parlementaire
En mars 2005, le roi Jigme Singye Wangchuck distribue aux Bhoutanais des exemplaires d'un modèle de la nouvelle constitution censée transformer la monarchie absolue en monarchie constitutionnelle et parlementaire. Il y aura un parlement composé de deux chambres, une assemblée nationale de 47 membres (élus au suffrage universel direct) et un conseil national comptant 25 sièges (dont 20 élus au suffrage universel direct et 5 nommés par le roi). Le 15 décembre 2006, le roi abdique en faveur de son fils aîné, Jigme Khesar Namgyel Wangchuck, diplômé d'Oxford, et le charge de mettre en œuvre la démocratisation du pays.
Le 31 décembre 2007 et le 28 janvier 2008 ont lieu les premières élections parlementaires de l'histoire du pays, pour le conseil national, et le 24 mars 2008 pour l'assemblée nationale. Jigme Thinley, du Parti vertueux du Bhoutan, remporte les élections,. Le taux de participation à ces élections approche des 80 %, mais un grand nombre de citoyens paraissent peu convaincus de leur nécessité. Des médias étrangers soulignent cette situation peu commune : un roi qui « a forcé la main à ses sujets pour qu’ils acceptent de passer à la monarchie constitutionnelle », et qui « a dû convaincre son peuple que la démocratie est une bonne idée ».

### Règne de Jigme Khesar Namgyel
Le 6 novembre 2008, Jigme Khesar Namgyel devient le cinquième souverain de la dynastie Wangchuck.
Le 13 octobre 2011, il épouse une roturière, Jetsun Pema.
Le 22 novembre 2011, le Maroc signe des accords diplomatiques avec le Bhoutan.